# Leichtathletik-Weltmeisterschaften 1999/Marathon der Männer

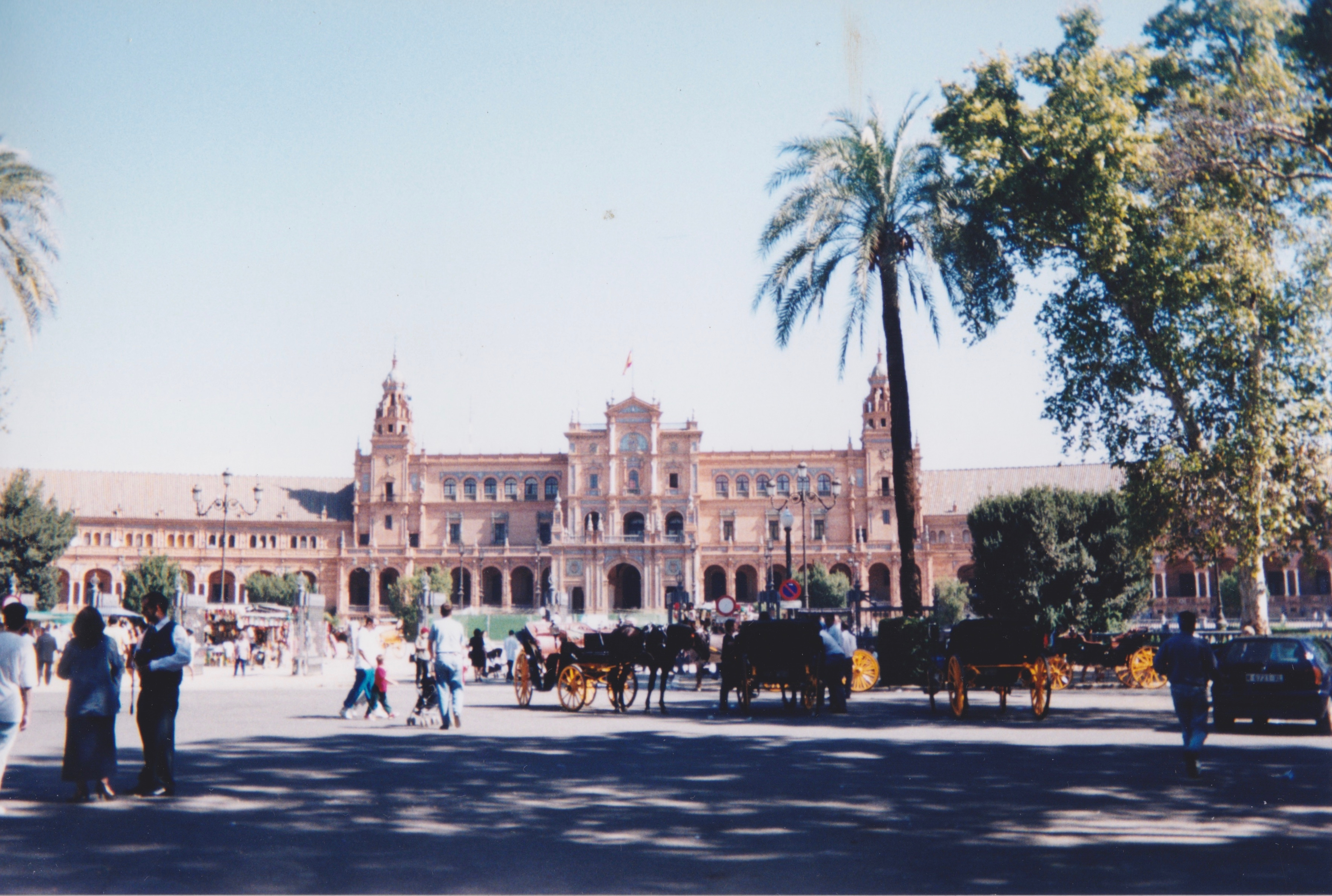
Plaza de España, Sevilla, im Jahr 1999

Der Marathonlauf der Männer bei den Leichtathletik-Weltmeisterschaften 1999 wurde am 28. August 1999 in den Straßen der spanischen Stadt Sevilla ausgetragen.
Weltmeister wurde der spanische Titelverteidiger Abel Antón, der bei den Europameisterschaften 1994 noch auf den Bahndistanzen gestartet war und dort Gold über 10.000 und Bronze über 5000 Meter gewonnen hatte. Silber ging an den italienischen EM-Dritten von 1998 Vincenzo Modica. Der Japaner Nobuyuki Satō kam auf den dritten Platz.
Wie schon bei den Weltmeisterschaften zuvor gab es eine Teamwertung, den sogenannten Marathon-Cup. Entsprechend hoch war die Teilnehmerzahl. Erlaubt waren fünf Läufer je Nation, von denen für die Wertung die Zeiten der jeweils besten drei addiert wurden. Dieser Wettbewerb zählte allerdings nicht zum offiziellen Medaillenspiegel. Es siegte die Mannschaft aus Italien vor Japan und Äthiopien.

## Bestehende Bestzeiten / Rekorde
| Weltbestzeit             | 2:06:05 h | Ronaldo da Costa   | Berlin-Marathon 1998, Deutschland | 20. September 1998 |
| Weltmeisterschaftsrekord | 2:10:03 h | Robert de Castella | WM in Helsinki, Finnland          | 14. August 1983    |

Anmerkung:
Rekorde wurden damals im Marathonlauf und Straßengehen wegen der unterschiedlichen Streckenbeschaffenheiten mit Ausnahme von Meisterschaftsrekorden nicht geführt.
Auch bei diesen Weltmeisterschaften kam niemand an den seit der ersten WM-Austragung 1983 bestehenden Weltmeisterschaftsrekord heran.

## Ergebnis

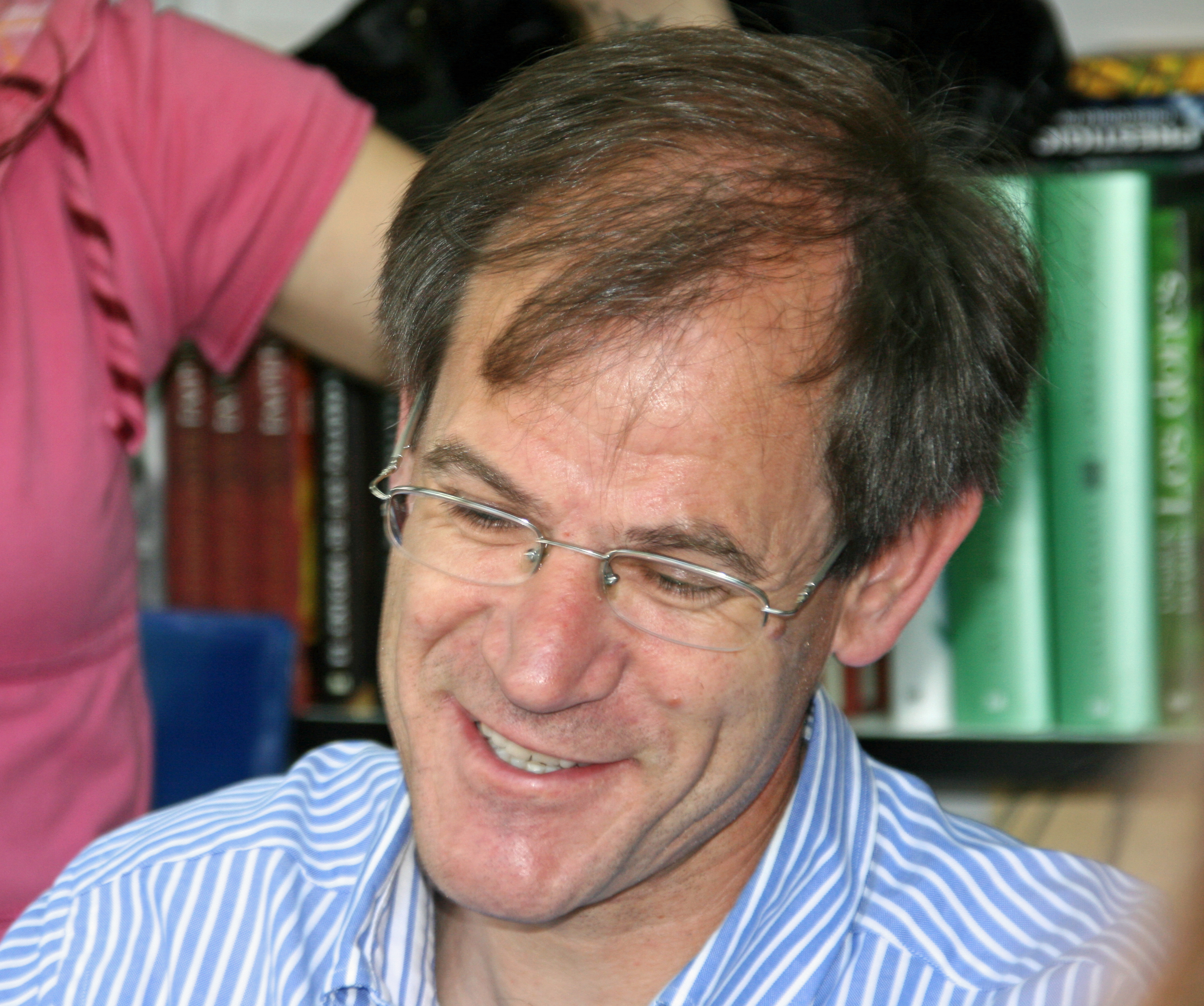
Nach seinem Sieg über 10.000 Meter und Platz drei über 5000 Meter bei den Europameisterschaften 1994 verteidigte Abel Antón (Foto: 2008) nun seinen WM-Titel auf der Marathondistanz

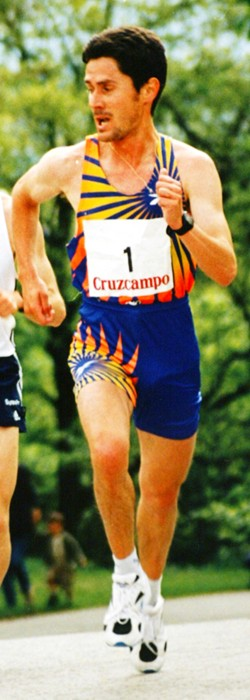
Martín Fiz, der Sieger von 1995, Vizeweltmeister von 1997 und Europameister von 1994, kam hier auf den achten Platz

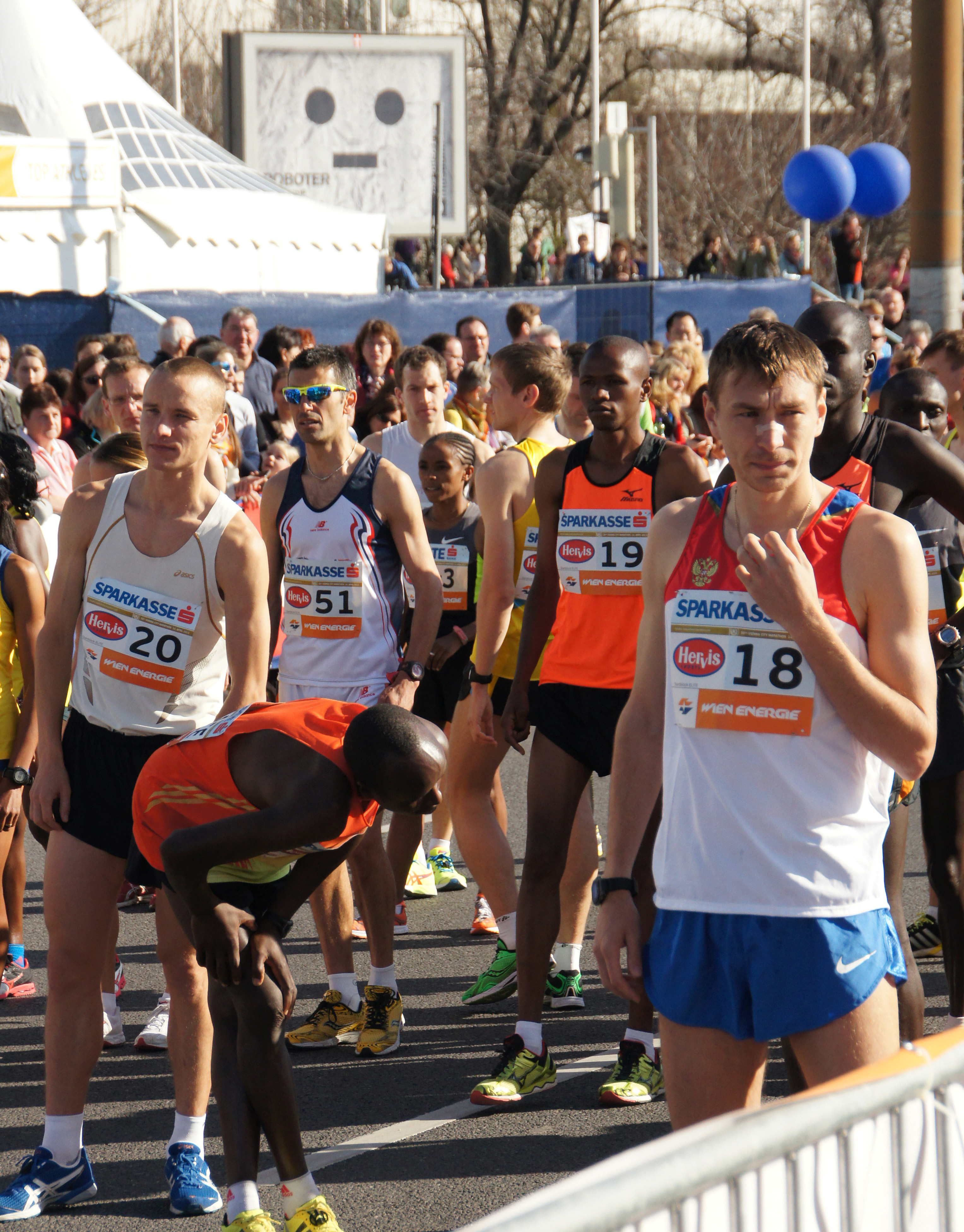
Daniele Caimmi (hier beim Vienna City Marathon 2013 mit der Start-Nr. 51) belegte Rang zehn

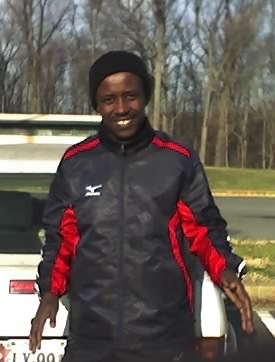
Der elftplatzierte Gezahegne Abera

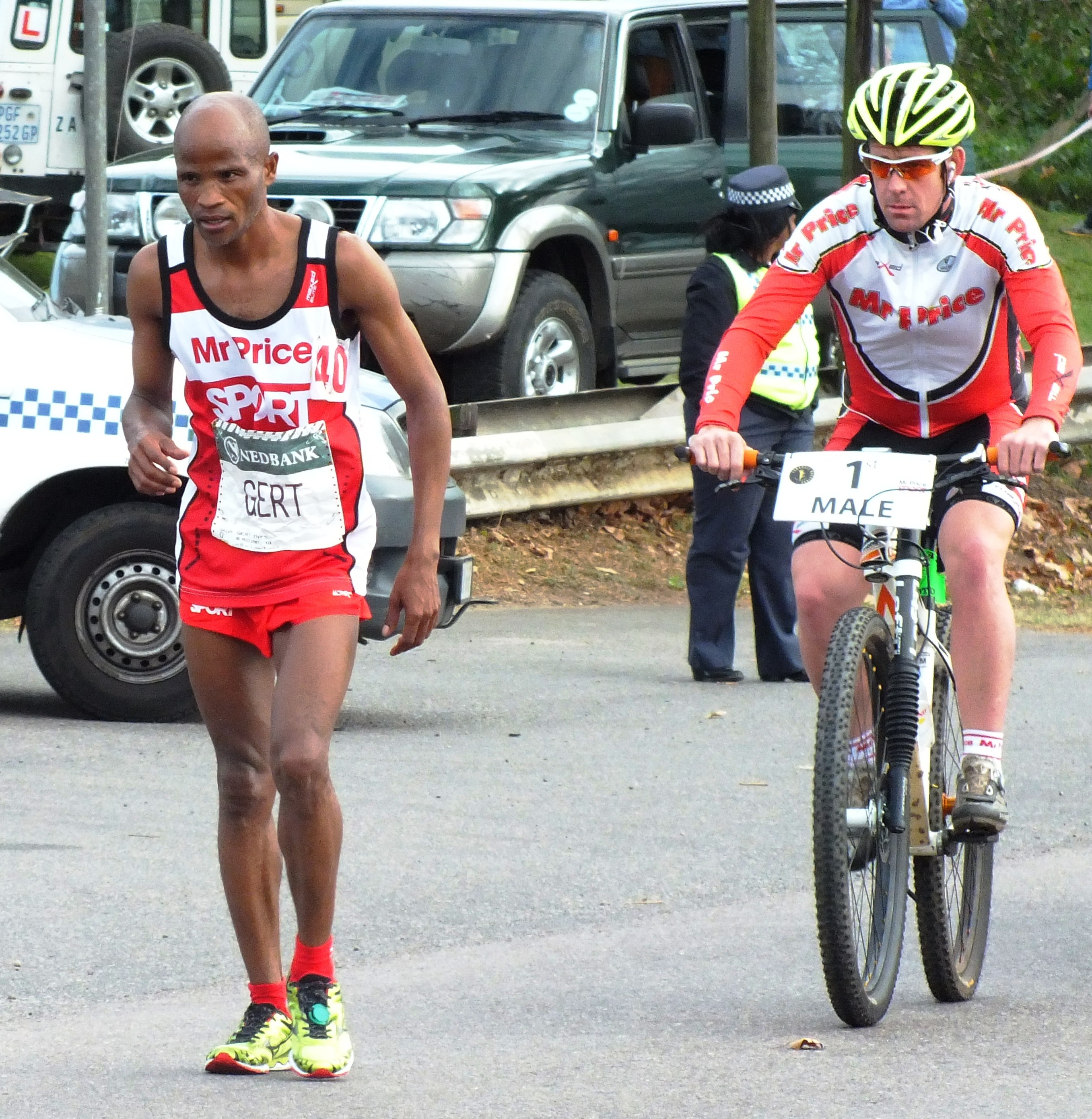
Gert Thys (Foto: 2013) erreichte Platz fünfzehn

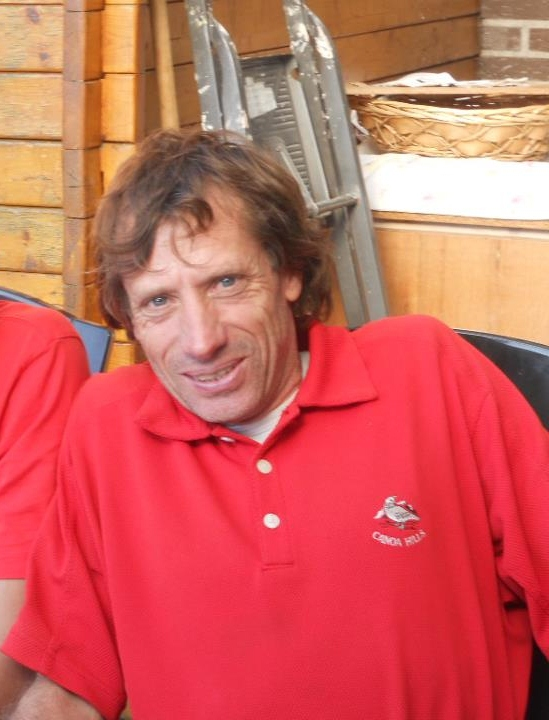
Platz 26 für Eddy Hellebuyck

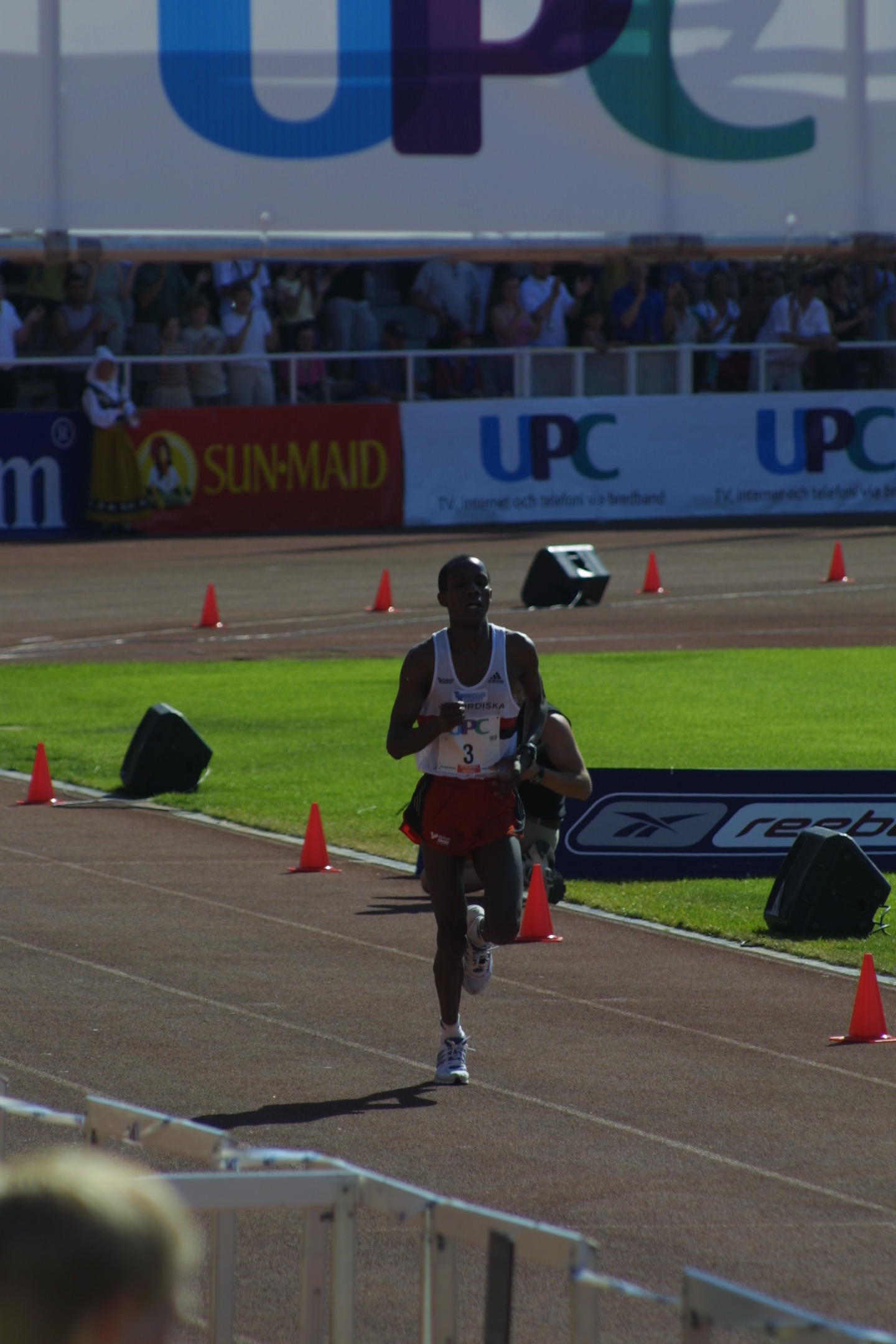
Alfred Shemweta – Rang 28

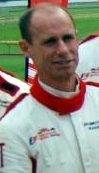
Steve Moneghetti, 1997 WM-Dritter – Rang 29

28. August 1999, 18:45 Uhr
| Platz | Athlet                  | Land                         | Zeit (h) |
| ----- | ----------------------- | ---------------------------- | -------- |
|       | Abel Antón              | Spanien                      | 2:13:36  |
|       | Vincenzo Modica         | Italien                      | 2:14:03  |
|       | Nobuyuki Satō           | Japan                        | 2:14:07  |
| 04    | Luís Novo               | Portugal                     | 2:14:27  |
| 05    | Danilo Goffi            | Italien                      | 2:14:50  |
| 06    | Atsushi Fujita          | Japan                        | 2:15:45  |
| 07    | Kōji Shimizu            | Japan                        | 2:15:50  |
| 08    | Martín Fiz              | Spanien                      | 2:16:17  |
| 09    | Simon Biwott            | Kenia                        | 2:16:20  |
| 10    | Daniele Caimmi          | Italien                      | 2:16:23  |
| 11    | Gezahegne Abera         | Äthiopien                    | 2:16:42  |
| 12    | Gemechu Kebede          | Äthiopien                    | 2:16:44  |
| 13    | Ambesse Tolosa          | Äthiopien                    | 2:16:45  |
| 14    | Mostafa El Damaoui      | Marokko                      | 2:16:49  |
| 15    | Gert Thys               | Südafrika                    | 2:17:13  |
| 16    | Simon Mphulanyane       | Südafrika                    | 2:17:38  |
| 17    | Makhosonke Fika         | Südafrika                    | 2:17:47  |
| 18    | Akira Manai             | Japan                        | 2:17:56  |
| 19    | Jean Pierre Monciaux    | Frankreich                   | 2:18:07  |
| 20    | Roberto Barbi           | Italien                      | 2:18:13  |
| 21    | Hyung Jae-young         | Südkorea                     | 2:18:19  |
| 22    | Nikolaos Pollias        | Griechenland                 | 2:18:27  |
| 23    | Mohamed Ouaadi          | Frankreich                   | 2:18:45  |
| 24    | Rod DeHaven             | USA                          | 2:19:06  |
| 25    | Giovanni Ruggiero       | Italien                      | 2:19:34  |
| 26    | Eddy Hellebuyck         | USA                          | 2:20:18  |
| 27    | Bruce Deacon            | Kanada                       | 2:20:25  |
| 28    | Alfred Shemweta         | Schweden                     | 2:20:27  |
| 29    | Steve Moneghetti        | Australien                   | 2:20:32  |
| 30    | Belaye Wolashe          | Äthiopien                    | 2:21:04  |
| 31    | Dube Jillo              | Äthiopien                    | 2:23:04  |
| 32    | Anders Szalkai          | Schweden                     | 2:23:18  |
| 33    | Azzedine Sakhri         | Algerien                     | 2:23:39  |
| 34    | Jonathan Hume           | USA                          | 2:23:50  |
| 35    | Valeriu Vlas            | Moldau                       | 2:24:22  |
| 36    | Tadayuki Ojima          | Japan                        | 2:24:29  |
| 37    | John Monyatso           | Südafrika                    | 2:25:03  |
| 38    | Juan Camacho            | Mexiko                       | 2:25:18  |
| 39    | António Zeferino        | Kap Verde                    | 2:26:03  |
| 40    | Alejandro Gómez         | Spanien                      | 2:26:40  |
| 41    | Faustino Reynoso        | Mexiko                       | 2:26:57  |
| 42    | Alejandro Cruz          | Mexiko                       | 2:27:31  |
| 43    | Rachid Aitbensalem      | Marokko                      | 2:27:51  |
| 44    | Mohamed Guennani        | Frankreich                   | 2:28:59  |
| 45    | Vicente Chura           | Peru                         | 2:29:27  |
| 46    | Abner Chipu             | Südafrika                    | 2:29:51  |
| 47    | Steve Swift             | USA                          | 2:30:04  |
| 48    | Patrick Carroll         | Australien                   | 2:31:26  |
| 49    | Willy Kalombo Mwenze    | Demokratische Republik Kongo | 2:31:55  |
| 50    | Francisco Javier Cortés | Spanien                      | 2:32:06  |
| 51    | Sergey Zabavski         | Ungarn                       | 2:32:22  |
| 52    | Andreiy Gordeyev        | Belarus                      | 2:33:09  |
| 53    | Mpakeletsa Sephali      | Lesotho                      | 2:33:21  |
| 54    | William Ramirez         | Kolumbien                    | 2:36:18  |
| 55    | Zvade Vodage            | Israel                       | 2:36:19  |
| 56    | Luke Magongo            | Swasiland                    | 2:38:26  |
| 57    | Andrew Smith            | Guyana                       | 2:39:45  |
| 58    | Lwan Thu                | Myanmar                      | 2:45:34  |
| 59    | Georges Richmond        | Tahiti                       | 2:45:36  |
| 60    | Trpe Martinovski        | Mazedonien                   | 2:48:36  |
| 61    | Sean Quilty             | Australien                   | 2:48:58  |
| 62    | Bouh Omar Moussa        | Dschibuti                    | 2:52:33  |
| 63    | Daviano Aviles          | Mexiko                       | 2:53:24  |
| 64    | Richard Rodriguez       | Aruba                        | 2:53:51  |
| 65    | To Rithya               | Kambodscha                   | 2:59:20  |
| DNF   | Philippe Rémond         | Frankreich                   |          |
| DNF   | Luis Soares             | Frankreich                   |          |
| DNF   | Roman Kejžar            | Slowenien                    |          |
| DNF   | Manukau Teuribaki       | Kiribati                     |          |
| DNF   | Patrick Ntambwe         | Demokratische Republik Kongo |          |
| DNF   | Vilayvanh Phachansili   | Laos                         |          |
| DNF   | Ali Mohamed Abdi        | Dschibuti                    |          |
| DNF   | Antoni Peña             | Spanien                      |          |
| DNF   | Keith Brantly           | USA                          |          |
| DNF   | Zebedayo Bayo           | Tansania                     |          |
| DNF   | Ghadid Omar Daher       | Dschibuti                    |          |
| DNF   | Fabián Roncero          | Spanien                      |          |
| DNF   | Shaun Creighton         | Australien                   |          |
| DNF   | Abdelfattah Aïtzouri    | Marokko                      |          |
| DNF   | António Salvador        | Portugal                     |          |
| DNS   | Nazirdin Akylbekov      | Kirgisistan                  |          |
| DNS   | Benjamín Paredes        | Mexiko                       |          |
| DNS   | Ahmed Salah             | Dschibuti                    |          |

## Marathon-Cup
| Platz | Land       | Athleten                                             | Zeit (h) |
| ----- | ---------- | ---------------------------------------------------- | -------- |
| 1     | Italien    | Vincenzo Modica Danilo Goffi Daniele Caimmi          | 6:45:16  |
| 2     | Japan      | Nobuyuki Satō Atsushi Fujita Kōji Shimizu            | 6:45:42  |
| 3     | Äthiopien  | Gezahegne Abera Gemechu Kebede Ambesse Tolosa        | 6:50:11  |
| 4     | Südafrika  | Gert Thys Simon Mphulanyane Makhosonke Fika          | 6:52:38  |
| 5     | Spanien    | Abel Antón Martín Fiz Alejandro Gómez                | 6:56:33  |
| 6     | USA        | Rod DeHaven Eddy Hellebuyck Jonathan Hume            | 7:03:14  |
| 7     | Frankreich | Jean Pierre Monciaux Mohamed Ouaadi Mohamed Guennani | 7:05:51  |
| 8     | Mexiko     | Juan Camacho Faustino Reynoso Alejandro Cruz         | 7:19:46  |
| 9     | Australien | Steve Moneghetti Patrick Carroll Sean Quilty         | 7:40:56  |

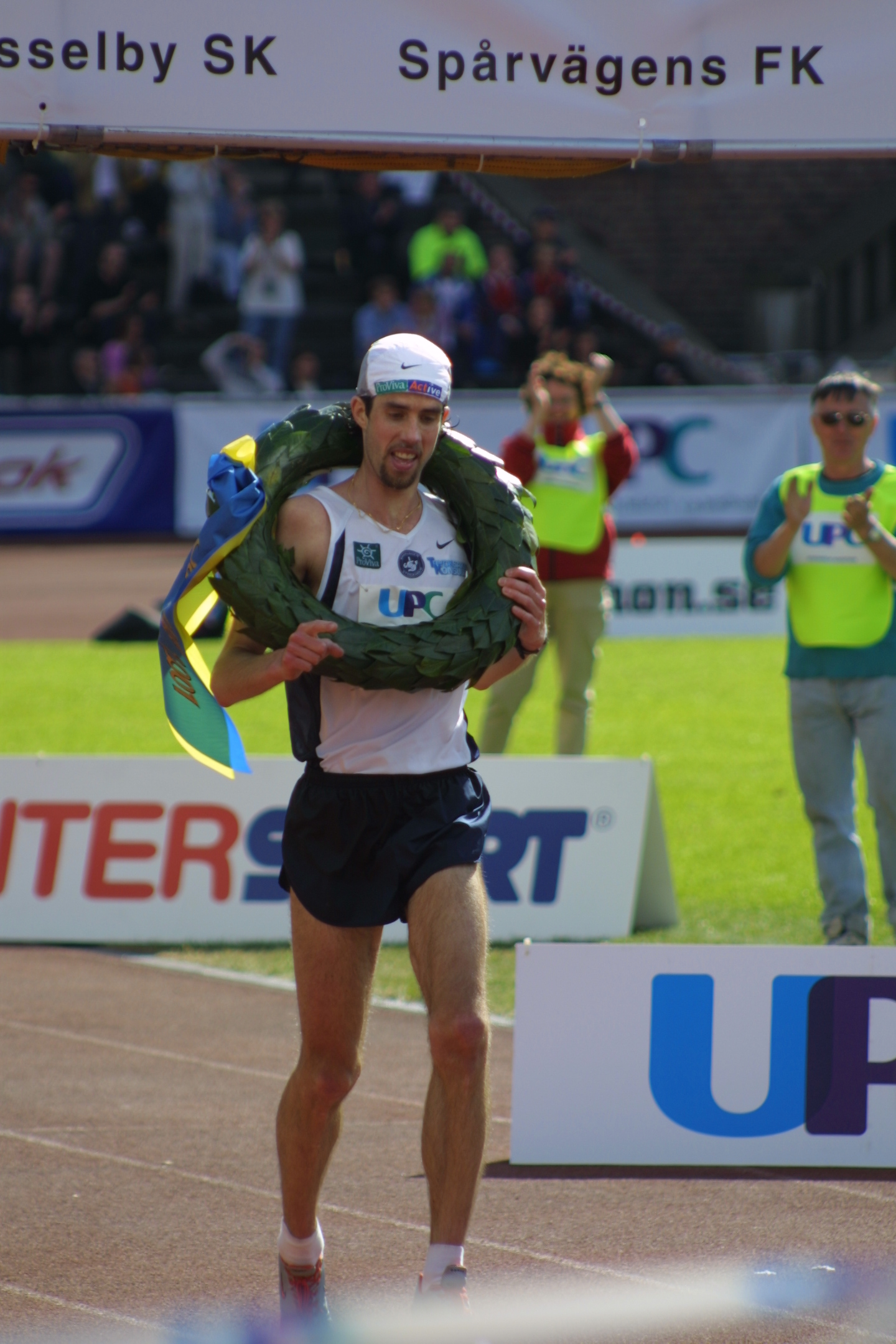
Anders Szalkai – Rang 32
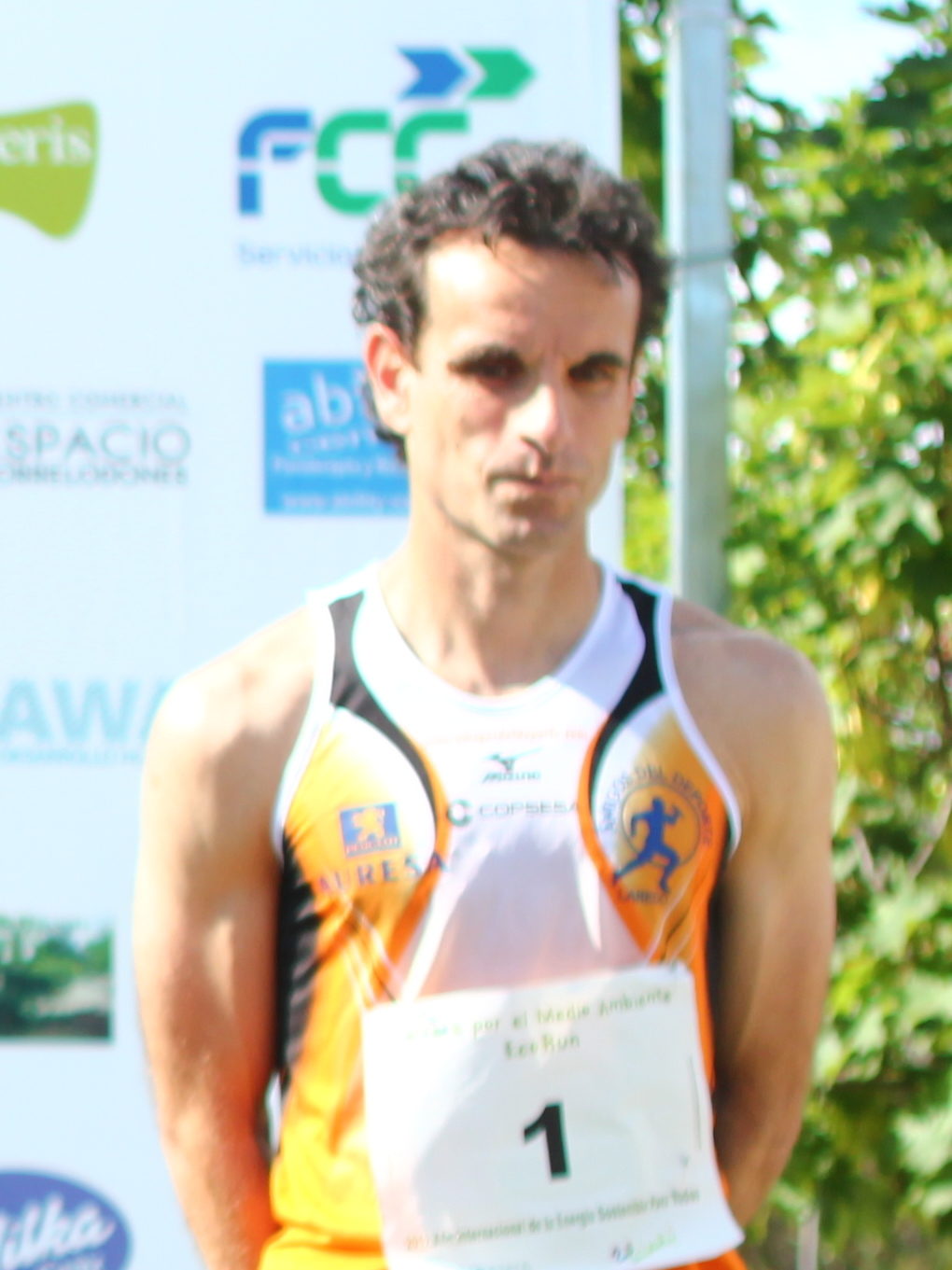
Fabián Roncero – Rennen nicht beendet

## Video
- 1999 World Championships Men's Marathon auf youtube.com, abgerufen am 13. Juli 2020